# تسلسل أحداث 2003

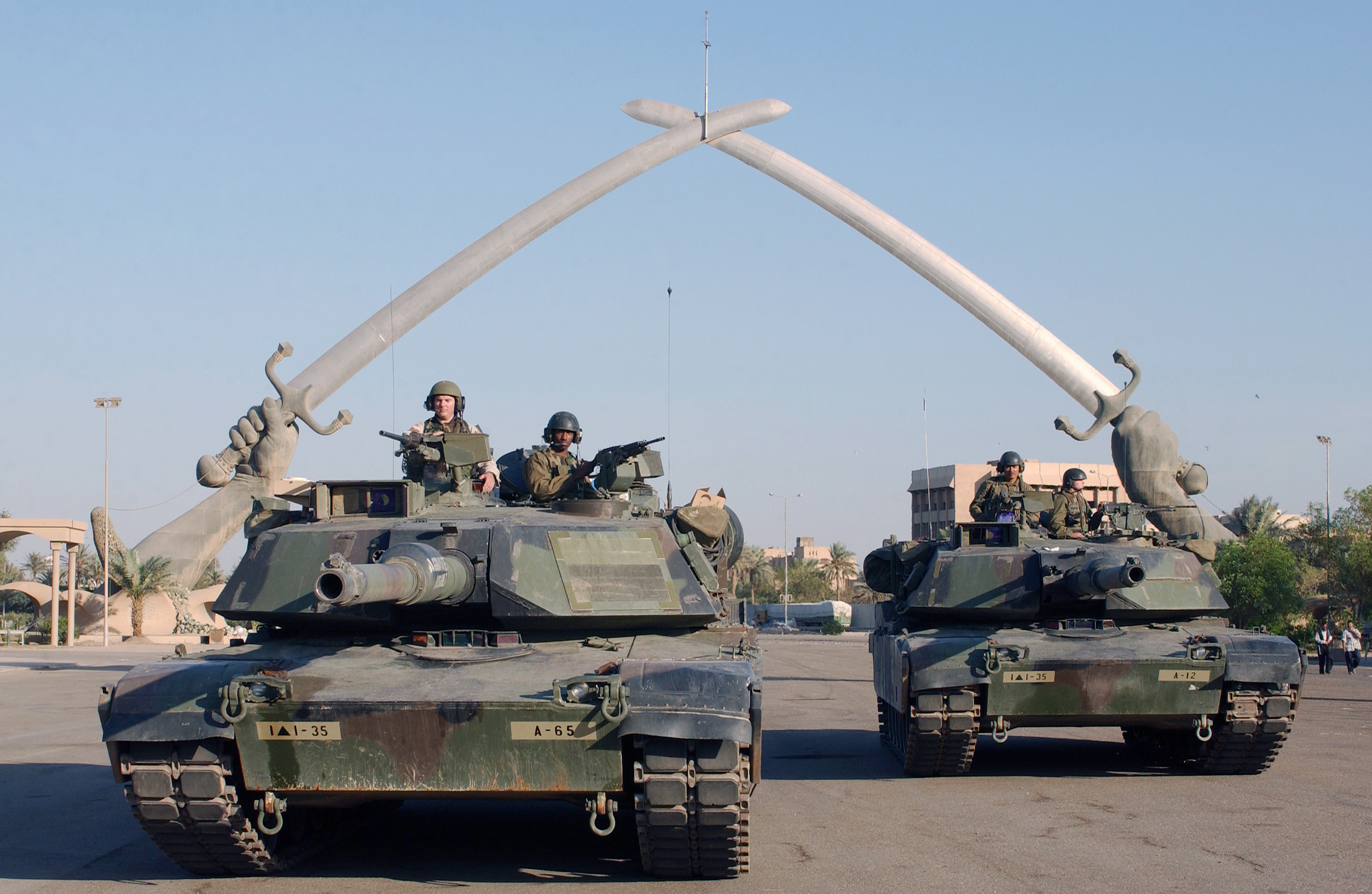

حفل العام 2003 بأحداث وتحوُّلات خطيرة في العالم سياسياً واقتصادياً واجتماعياّ..
فكانت حرب الولايات المتحدة على الإرهاب هي الحدث الأكبر وكانت نتيجتها زوال حكم الطالبان والنظام البعثي وتحوُّل سياسات دول كثيرة أهمها السودان وليبيا والسعودية وإيران إلى حدٍ ما.

## أحداث ما قبل الهجمات الجوية والبرية
بالحرب على العراق، وهي من أكبر الأحداث عالمياً وأهمها.
- 6 فبراير 2003

صدام حسين يعلن أنه جاهز للحرب، ويتهم مفتشي الأسلحة الدوليين التابعين للأمم المتحدة بأنهم جواسيس لأمريكا.
- 6 فبراير 2003

وزير الدفاع البريطاني جيف هون [الإنجليزية] يعلن بأن حوالي 100 طائرة و 7,000 جندي تابع للقوات الجوية البريطانية ينشرون في الخليج العربي، استعداداً للحرب على العراق.
- 7 فبراير 2003

تعترف الحكومة البريطانية أن ملفاتها المتعلقة بالعراق والمحررة قبل أسبوع تقريباً، (في محاولة لاستمالة الدول العالمية لإقرار الحرب على العراق) مأخوذة من مصادر أكاديمية، ومجموعة من قبل المسئولين المتوسطي المستوى في قسم الاتصالات الخاص بالحكومة البريطانية عبر استير كامبيل.
- 8 فبراير 2003

هانز بليكس ومحمد البرادعي يقدمانِ وثائق جديدة حول العراق، ويصفان المحادثات الجديدة مع المسئولين العراقيين في بغداد بأنها «جوهري».
- 9 فبراير 2003

هانز بليكس يعلن عدم العثور على أية أدلة قاطعة في بحثهم عن أسلحة الدمار الشامل في العراق، إلا أنه يقول بأن التقرير العراقي المكون من 12 ألف صفحة، غير كامل.
- 9 فبراير 2003

تعترض الولايات المتحدة بشدة على مبادرة السلام الفرانكو-جيرمان (الفرنسية الألمانية) التي تنص على مضاعفة عدد مفتشي الأسلحة في العراق إلى ثلاث مرات، ومساندتهم برحلات مراقبة.
- 12 فبراير 2003

مفتشو الأسلحة التابعون للأمم المتحدة، يعلنون أنهم اكتشفوا أن العراق يمتلك صواريخ غير قانونية، وهي صواريخ "الصمود 5) التي يتجاوز مداها (150 كم) الحد المسموح لها في اتفاقيات وقف إطلاق النار عام 1991.
- 13 فبراير 2003

- توني بلير يعلن عبر مجلة شهرية بريطانية أن أسلحة الدمار الشامل العراقية ستصل إلى الجماعات المسلحة في العالم، وأن بريطانيا ستقوم بحرب ضد العراق مع الولايات المتحدة بدون قرار من الأمم المتحدة.
- رئيس الوكالة الدولية للطاقة الذرية، محمد البرادعي يقول إن مفتشي الأسلحة التابعين للأمم المتحدة سيحتاجون لأشهر قليلة لإنهاء عملهم في العراق.
- 14 فبراير 2003

يقدم هانز بليكس تقريره الأخير عن الالتزام العراقي بقرار مجلس الأمن الدولي رقم 1441، ما يؤدي إلى مفاجئة الدول العالمية، وحيرة أمريكا وبريطانيا في إيجاد مبرر لغزو العراق.
الولايات المتحدة تجهز مسودة قرار جديد يضع الإجراء العسكرية العراقية المحظورة تحت الانتداب الأمريكي.
بدء فضيحة التقرير الاستخباراتي الأمريكي حول أسلحة الدمار الشامل العراقية المقدمة لمجلس الأمن عبر وزير الخارجية كولن باول.
- 17 فبراير 2003

وسط تنامي المعارضة المحلية، الحكومة التركية تؤجل التصويت في البرلمان على مشروع قرار يسمح للقوات الأمريكية بالدخول إلى العراق عبر أراضيها، وتشكيل جبهة شمالية.
- 18 فبراير 2003

الحكومة السعودية تحاول تستطلع الآراء من أجل إعطاء الرئيس العراقي فرصة أخيرة لترك العراق والتوجه إلى المنفى، بحال مرر مجلس الأمن الدولي في الأمم المتحدة قراراً جديداً يجيز الحرب على العراق.
تخرج المظاهرات المعارضة للحرب في شوارع عالمية مثل طوكيو وسان فرانسيسكو.
- 24 فبراير 2003

روسيا وفرنسا وألمانيا يقدمون مشروع قرار مضاد لمشروع القرار الأمريكي حول ضرب العراق، وذلك بوضع برنامج زمني لنزع أسلحة العراق.
الحكومة التركية تتفق مع واشنطن على السماح للقوات الأمريكية العبور عبر الأراضي التركية إلى العراق، مقابل معونة مالية أمريكية قدرها بليون دولار.
- 27 فبراير 2003

يوافق صدام حسين من حيث المبدأ على أن يتم تدمير صواريخ (الصمود) المكتشفة من قبل مفتشي الأسلحة. ما يثير غضب أمريكا وبريطانيا.
- 1 مارس 2003

البرلمان التركي يصوت بكلمة «لا» على الخطة الأمريكية لإرسال 62 ألف جندي أمريكي إلى تركيا لفتح جبهة قتال شمالية ضد العراق.
- 2 مارس 2003

تزيد الولايات المتحدة وبريطانيا ضرباتهما الجوية على العراق في محاولة واضحة لإضعاف دفاع البلد قبل الحرب، في حين تصران على القول بأنهما لم تغيرا شيئاً من سياستهما في قصف المناطق المحظورة فقط في العراق.
- 3 مارس 2003

تعلن العراق بأن ستة مدنيين قتلوا وجرح نحو 15 آخرين في الغارة الأمريكية الليلية على ميناء البصرة.
وزير الخارجية الروسي إيغور إيفانوف، يلمح إلى أن بلاده قد تستخدم حقها في الفيتو للاعتراض على أي قرار في الأمم المتحدة من أجل غزو العراق.
- 5 مارس 2003

يعلن وزراء خارجية كل من فرنسا وروسيا وألمانيا عن بيان مشترك، بأنهم سوف يعارضون أي قرار دولي من شأنه أن يمرر ضربة عسكرية ضد العراق، ما يزيد موقف أمريكا وبريطانيا حرجاً.
- 6 مارس 2003

في خطاب تليفزيون مباشر، الرئيس الأمريكي جورج بوش، يعلن أن الحرب باتت قريبة جداً
- 10 مارس 2003

تعلن بريطانيا عن ستة امتحانات للعراق لإظهار التزامها الدولي، من أجل تجنب الحرب، من بينها ظهور الرئيس العراقي على شاشات التلفزيون لإعلان أن العراق يمتلك أسلحة دمار شامل.
- 11 مارس 2003

اضطراب دولي بسبب تصريح وزير الدفاع الأمريكي دونالد رمسفلد، بأن أمريكا قد تهاجم العراق وحدها.
توني بلير يؤكد فيما بعد بأن بريطانيا ستحارب إلى جانب الولايات المتحدة في أي هجوم لها على العراق.

## أحداث حين بداية العمليات الجوية والبرية
- 16 مارس عام 2003

الرئيس الأميركي جورج بوش ورئيسا الوزراء البريطاني توني بلير والأسباني خوسيه ماريا أثنار يمهلان مجلس الأمن الدولي يوما واحدا، هو هذا اليوم، للتصويت على قرار ثان للمجلس يمهد الطريق لاستعمال القوة من اجل نزع أسلحة العراق تطبيقا للقرار 1441 وذلك بعد انتهاء قمتهم في جزر الآزور (البرتغال).
الرئيس العراقي يهدد انه سينقل الحرب إلى أي مكان في العالم بحال تعرضت العراق لهجوم أمريكي.
باول يصرح أنه «يمكن تجنب الحرب إذا غادر صدام ونجلاه عدي وقصي وعدد من كبار قادته العراق»
الرئيس الأمريكي يحذر تركيا من أي عملية تدخل منفرد لقواتها في شمال العراق إذا شنت الولايات المتحدة الحرب على العراق.
- 17 مارس عام 2003

الولايات المتحدة الأمريكية وبريطانية وإسبانية يتخلون عن مشروع استصدار قرار من مجلس الأمن الدولي يخولهم بالقيام بعملة عسكرية ضد العراق، مغلقين بذلك النافذة الدبلوماسية للحرب على العراق.
انسحاب عناصر بعثة المراقبة الدولية من المنطقة منزوعة السلاح بين الكويت والعراق.
تعارض كل من الصين وفرنسا وروسيا القرار الأمريكي في مجلس الأمن الدولي.
زعيم النواب البريطاني روبن كوك، يقدم استقالته احتجاجاً على قرار الحكومة البريطانية لدعم الحرب على العراق، بدون الموافقة الأمنية من قبل مجلس الأمن الدولي، أو الموافقة المحلية.
- 18 مارس عام 2003

الناطق الرئاسي الأميركي آري فلايشر يقول إن واشنطن لم تر حتى الآن أي مؤشر على أن صدام سيذعن لمهلة الإنذار. واعتبر أن البقاء في العراق «سيكون آخر خطأ يرتكبه صدام حسين».
نزوح جماعي من مدينة أربيل عاصمة الإقليم الكردي العراقي خوفاً من أي قصف عليها.
في خطاب إذاعي، جورج بوش يمنح الرئيس العراقي مهلة 48 ساعة من أجل ترك العراق، أو مواجهة الغزو.
وزراء ومساعدين حكوميين بريطانيين يقدمون استقالتهم من الحكومة، احتجاجاً على دعم بريطانيا لغزو العراق.
- 19مارس عام 2003

طارق عزيز يرد على أخبار هروبه بظهوره في التلفزيون
أعلن البيت الأبيض أن الرئيس بوش أعطى أوامره ببدء العمليات العسكرية ضد العراق في السابعة والثلث من مساء الأربعاء بتوقيت واشنطن وذلك عقب لقاء مطول مع كبار مساعديه.

## بداية غزوأمريكاوبريطانياللعراق
- الخميس20 مارس 2003 اليوم الأول

بعد ساعة ونصف الساعة من انتهاء مهلة الـ48 ساعة التي حددها الرئيس الأميركي جورج بوش للرئيس العراقي صدام حسين للتنحي عن السلطة وترك البلاد مع ولديه، بدأت حرب الخليج الثالثة بضربات صاروخية وجوية استهدفت ابرز عناصر القيادة العراقية التي حددتها بدقة وكالات المخابرات الأميركية، وخصوصا مقار للرئيس العراقي، إلا أنها لم تسفر عن مقتل أحد منهم.
الضربة الأولى 40 صاروخ كروز من سفن وغواصات أمريكية على بغداد.
الرئيس الأميركي جورج بوش يلقي كلمة إلى الشعب الأميركي في ساعة مبكرة من صباح اليوم أشار فيها إلى أن العمليات قصدت أهدافا منتقاة وتعهد فيها باستخدام القوة الحاسمة لتقصير أمد الحرب.
الرئيس العراقي صدام حسين يظهر في التلفزيون العراقي ليعلن أن أمريكا نفذت تهديداتها للعراق، وأنها ستخسر في حربها ضد العراق.
مصدر عسكري بريطاني يقول «الهجوم البري الرئيسي بدأ.. القوات البريطانية مشاركة في الهجوم».
وزير الدفاع البريطاني جيف هون [الإنجليزية] يعلن أمام البرلمان أن الحرب في العراق قد لا تنتهي سريعاً، وأن رئيس الوزراء توني بلير سيلقي كلمة إلى الأمة فور اشتراك القوات البريطانية في الأعمال العسكرية.
الصحافة الأمريكية تتوقع أسابيع صعبة ومكلفة للقوات العسكرية في العراق.
صحفيون على الحدود العراقية الكويتية يؤكدون سماع أصوات قصف مدفعي من الكويت على الأراضي العراقية.
العراق يطلق 9 صواريخ تستهدف القوات المتحالفة شمال الكويت دون حدوث إصابات.
العراق تضرم النار في عدد من آبار النفط العراقية قرب الحدود مع الكويت.
وزارة الخارجية الأمريكية تطلب إغلاق السفارات العراقية في العالم.
صواريخ كروز الأمريكية تصيب العاصمة العراقية بغداد وتشعل النيران في مباني عديدة.
تحطم مروحية أمريكية قتالية في العراق خلال العمليات الحربية.
القوات الأمريكية تضرب بالمدفعية الثقيلة الأراضي العراقية.
- الجمعة 21 مارس 2003م اليوم الثاني

وزير الدفاع البريطاني جيف هون [الإنجليزية] يعلن أن بلاده شاركت في ضرب العراق.
جرح 37 مدنياً عراقياً في القصف الأمريكي الليلي.
• 6 آلاف عنصر من الفوج الأول لمشاة البحرية الأمريكية يدخلون جنوب العراق.
ناطق عسكري أمريكي يعلن عن مشاركة وحدات من القوات الخاصة الأسترالية بالعمليات الحربية في العراق.
المجال الجوي التركي ما يزال مغلقاً أمام الطائرات الأمريكية.
قيام القوات الأمريكية والبريطانية بألف طلعة جوية أطلقت خلالها ألف صاروخ على العراق.
توغل القوات الأمريكية 160كم في الأراضي العراقية.
انفجارات هائلة في العاصمة العراقية وتصاعد ألسنة اللهب والدخان وإصابة أحد القصور الرئاسية فيها.
غارات جوية على الموصل الواقعة شمال العراق.
وزارة الدفاع الأمريكية تعلن أن الهجوم الكبير على القوات العراقية قد بدأ.
- السبت 22 مارس 2003م. اليوم الثالث

طائرات أمريكية وبريطانية تنتهك المجال الجوي لإيران وتسقط قذيفتين داخل أراضيها.
مقتل 50 عراقياً بسبب القصف الأمريكي البريطاني على البصرة.
نيران عراقية توقف تقدم القوات الأمريكية البريطانية.
إصابة 250 مدنياً عراقياً في قصف بغداد.
اصطدام مروحيتين بريطانيتين فوق المياه الدولية في الخليج يسفر عن مقتل جميع أفراد الطاقمين السبعة.
متحدث عسكري عراقي يعلن إسقاط 21 صاروخ كروز أمريكي بريطاني.
طائرات أمريكية تلقي قنابل على مواقع عراقية دعماً للهجوم البري جنوب العراق.
صمود ميناء أم قصر الاستراتيجي في معركة أم قصر بوجه القوات الأمريكية البريطانية.
واشنطن تلغي خطة نشر قواتها في تركيا.
* الأحد 23 مارس 2003. اليوم الرابع
أسر طيارين غربيين هبطا اضطرارياً في بغداد.
سقوط صاروخ إسرائيلي في بغداد.
- الاثنين 24 مارس 2003. اليوم الخامس

• 5 قتلى عراقيين بينهم امرأة في قصف صاروخي في الأعظمية ببغداد.
العراق يعلن على لسان وزير إعلامها محمد سعيد الصحاف أسر أمريكيين وبريطانيين جدد.
مقتل 10 جنود أمريكيين وفقدان 16 وإصابة 12 بعضهم حالته خطيرة خلال معارك في بلدة الناصرية.
القيادة المركزية الأمريكية تعترف بفقدان مروحية هجومية من نوع أباتشي بعد إعلان العراق إسقاط مروحيتين للقوات الأمريكية.
• 8 سفن حربية أمريكية وكندية محملة بالعتاد تعبر قناة السويس.
تركيا تعلن تصميمها على التدخل في شمال العراق.
أمريكا تعلن رسمياً وصولها إلى شمال العراق.
عاصفة رملية تبطئ تقدم الفرقة الأمريكية 101.
- الثلاثاء 25 مارس 2003 . اليوم السادس

ضابط أمريكي يعلن عن فقدان مروحيتين بلاك هوك وأباتشي (مروحية هجومية) خلال عاصفة رملية انعدمت معها الرؤية بصورة كبيرة.
إلقاء قنابل عنقودية على حي سكني بالبصرة.
العراق يسقط طائرة استطلاع أمريكية بدون طيار في البصرة.
قصف أجهزة إرسال للتلفزيون العراقي ببغداد.
مقتل بريطانيين وإصابة آخرين بجروح قرب البصرة في تبادل نار بالخطأ بين دبابتين بريطانيتين.
العراق ينفي امتلاك أجهزة تشويش روسية.
- الأربعاء 26 مارس 2003 . اليوم السابع

طائرة «بي 52» أمريكية تقلع من قاعدة فيرفورد البريطانية العسكرية باتجاه العراق.
• 14 قتيلاً مديناً و30 جريحاً في قصف حي شعبي ببغداد.
الحرس الجمهوري العراقي يخوض أولى معاركه.
أمريكا تعلن عن إرسال فرقة المشاة الرابعة بالجيش الأمريكي إلى الخليج والتي تضم 12 ألف مقاتل.
- الخميس 27 مارس 2003. اليوم الثامن

العراق تطلق 44 صاروخاً من نوع الطارق و7 صواريخ من نوع الرعد على القوات الأمريكية أثناء عمليات الإنزال شمال العراق.
إطلاق موقع للمارينز قذائف هاون باتجاه المقر العام لقيادة مشاة البحرية الأمريكية بالخطأ يسبب إصابة 37 جندياً بجراح 5 منهم حالتهم خطيرة.
مقتل وإصابة أكثر من 50 مدنياً في عمليات قصف أمريكية بريطانية على الموصل.
هانز بليكس كبير مفتشي الأسلحة الدوليين يعلن أن القوات الغازية لم تقدم دليلاً على استخدام العراق أسلحة محظورة دولياً، وأن الصواريخ التي أطلقت على الكويت هي من طراز الفتح المسموح بها وليس من طراز سكود المحظورة كما ادعت الكويت.
وزير الدفاع الأمريكية دونالد رامسفيلد يعلن أن الحرب لن تتوقف ضد العراق إلا بعد الإطاحة بنظام صدام حسين.
- الجمعة 28 مارس 2003. اليوم التاسع

العراق يعتقل 3 جواسيس عراقيين تجسسوا لصالح الولايات المتحدة الأمريكية.
العراق تعلن على لسان وزير إعلامها مقتل 7 مدنيين وجرح 92 آخرين بسبب القصف الأمريكي البريطاني على بغداد.
الجيش البريطاني يعلن أن مدينة البصرة بعيدة عن سيطرة القوات الأمريكية البريطانية.
مقتل 8 مدنيين عراقيين وجرح 33 آخرين بسبب سقوط صاروخين على حي المنصورة السكني وسط بغداد.
الدفاعات الأرضية العراقية تسقط طائرة أمريكية استطلاعية بدون طيار غرب بغداد.
العراق تعلن مقتل 364 عراقياً وجرح 1495 جنوب العراق منذ بدء الهجوم الأمريكي البريطاني على العراق.
أمريكا تتهم سوريا بتزويد العراق أسلحة ومعدات عسكرية.
مقتل 53 مدنياً عراقياً بينهم عدد كبير من الأطفال بعد إلقاء القوات الغازية قنبلة على سوق النصر الشعبي بحي الشعلة غرب بغداد.
- السبت 29 مارس 2003. اليوم العاشر

سقوط صاروخ عراقي بالقرب من مركز للتسوق بالكويت يصيب شخصين بجروح طفيفة.
وزارة الدفاع البريطانية تعلن عن مقتل جندي وإصابة 4 آخرين بنيران ربما تكون صديقة بالقرب من البصرة.
سقوط 3 صواريخ أمريكية من طراز «توما هوك» في الأراضي السعودية عن طريق الخطأ دون إحداث أي أضرار.
عبور 6 سفن حربية أمريكية بينها 4 غواصات هجومية نووية قناة السويس باتجاه البحر المتوسط.
ضابط بريطاني يعلن عن أسر العراق لـ4-5 جنود بريطانيين في مدينة البصرة جنوب العراق.
القيادة المركزية الأمريكية تعلن عن مقتل جندي أمريكي وإصابة 5 آخرين إثر انقلاب آليتهم المدرعة.
عملية فدائية لضابط عراقي على حاجز أمريكي تقتل 5 جنود أمريكيين.
- الأحد 30 مارس 2003. اليوم الحادي عشر

القيادة المركزية الأمريكية تعلن عن مقتل جنديين أمريكيين في حادثتين منفصلتين.
بيان عسكري أمريكي يعلن أن 10-15 جندي أمريكي أصيبوا عندما صدمتهم شاحنة في الكويت.
ثلاث مدمرات أمريكية وفرقاطة بريطانية دخلت قناة السويس في طريقها للخليج العربي.
العراق يعلن عن تفجير مروحية أمريكية من طراز «هارير» وإسقاط مروحية هجومية من طراز «أباتشي» ومقتل طياريها.
وزارة الدفاع الأمريكية تعلن عن مقتل 3 عسكريين أمريكيين وجرح آخر في حادث تحطم مروحية من طراز «هوري يو ايتش 1» جنوب العراق.
العراق يعلن إسقاط 5 طائرات معادية وتدمير دبابتين و9 ناقلات جند.
وزارة الدفاع البريطانية تعلن عن مقتل جندي بريطاني وإصابة آخرين بجروح خلال معارك بمحافظة البصرة.
وزير الدفاع الأمريكي رونالد رامسفيلد يعلن عن أسابيع من الحرب الجوية ضد العراق.
- الاثنين 31 مارس 2003. اليوم الثاني عشر

قصف أمريكي على مزرعة قرب بغداد يقتل 20 مدنياً عراقياً بينهم «طفلاً».
مواجهة برية كبيرة بين الفرقة الثالثة للمشاة الأمريكية وقوات الحرس الجمهوري العراقية قرب مدينة النجف هي الأولى من نوعها.
تبادل قصف مدفعي بين مشاة البحرية الأمريكية وقوات عراقية جنوب شرق بغداد.أمريكا تعلن قصف وزارة الإعلام العراقية بصاروخ آخر للحد من قدرات القيادة والسيطرة على نظام صدام حسين.
نصف سكان البصرة – كبرى مدن الجنوب – يعانون من نقص شديد في المياه بسبب الحصار الأمريكي البريطاني لها.
- الثلاثاء 1 أفريل 2003. اليوم الثالث عشر

معارك عنيفة بين قوات التحالف الأمريكي البريطاني والقوات العراقية في منطقة البصرة جنوب العراق.
تعرض مجمع القصر الجمهوري وسط بغداد للقصف لليوم التالي على التوالي.
مقتل 15 عراقياً من عائلة واحدة في انفجار صاروخ أطلقته مروحية أباتشي أمريكية على بلدة الحيدرة جنوب بغداد.
العراق يعلن عن استشهاد 33 مدنياً عراقياً وجرح 310 آخرين في قصف القوات الغازية لمدينة الحلة في محافظة بابل جنوب العراق.
جنود أمريكيون يطلقون النار على سيارة عند حاجز للجيش الأمريكي أدى إلى قتل سبعة من النساء والأطفال العراقيين.
طائرة أمريكية تقصف حافلتين تقلان دروعاً بشرية بينهم أمريكيون على طريق (بغداد-عمان) يسفر عن سقوط جرحى.
•مسئولون أمريكيون وكويتيون يعلنون عن إطلاق نار بالخطأ من جانب جنود أمريكيين على آلية عسكرية كويتية.
- الأربعاء 2 أفريل 2003. اليوم الرابع عشر

تقارير ميدانية تتحدث عن بدء المرحلة الأولى من الهجوم الشامل لاجتياح بغداد.
قائد القوات البريطانية في الخليج يؤكد أن الحرب في العراق تدخل «مرحلة حاسمة» إلا أن الإطاحة بنظام صدام حسين ستستغرق بعض الوقت.
الرئيس العراقي صدام حسين يدعو العراقيين إلى التصدي لـ«المعتدين»، ويعدهم مجددا بـ«النصر». ويقول أن العراق لم يقحم في المعارك سوى ثلث قواته.
واشنطن تطلب مساعدة لوجستية من أنقرة لقواتها في العراق.
• موسكو تحتج على أعمال قصف قريبة من السفارة الروسية في بغداد.
القيادة الوسطى الأميركية تؤكد تدمير «فرقة بغداد» للحرس الجمهوري العراقي في مدينة الكوت.
منظمة العفو الدولية تطلب إجراء تحقيق «مستقل وكامل» حول إطلاق النار الذي أسفر عن مقتل سبع نساء وأطفال عراقيين عند حاجز أميركي قرب النجف.
الضحايا المعترف بهم: العراقيون، مقتل ما بين 445 إلى 817، وجرح ما بين 4206 إلى 5801 آخرين. الأميركيون، مقتل 46 جنديا، سقط 38 منهم في ساحة المعركة، و8 في حوادث. والبريطانيون، مقتل 27، منهم 6 في المعركة و16 في حوادث، و5 بـ«نيران صديقة».
البحرية الأميركية تعلن إنقاذ طاقم طائرة مقاتلة من طراز «اف ـ 14 أي تومكات» تحطمت في العراق. والقيادة الوسطى تؤكد إنقاذ أسيرة كانت محتجزة في مستشفى في الناصرية.
إصابة مستشفى ولادة تابع للهلال الأحمر في بغداد، وإصابة المعرض التجاري ومبان مدنية أخرى في عمليات قصف، مما أدى إلى مقتل عدد من المدنيين وجرح ما لا يقل عن 25.
- الخميس 3 أفريل 2003، اليوم الخامس عشر

القوات الأميركية والبريطانية تقترب إلى نحو 15 كيلومترا من بغداد وتقف على مشارف مطارها الدولي.
القيادة الوسطى الأميركية تعلن أن صاروخا عراقيا أرض ـ جو أسقط مقاتلة أميركية من طراز «إف.إيه ـ 18» وإسقاط مروحية أميركية ومقتل سبعة من ركابها وإصابة أربعة آخرين.
جيف هون وزير الدفاع البريطاني يعلن أن القوات البريطانية تحتجز تسعة آلاف أسير عراقي.
ناجي صبري وزير الخارجية العراقي يقدم تقديرات جديدة تقول إن الغزو أدى إلى مقتل أكثر من 1250 مدنيا وإصابة خمسة آلاف في كل أنحاء البلاد منذ بداية الحرب.
القوات البريطانية في محيط البصرة تكتشف أول غرفة تعذيب في قسم شرطة عراقي.
منظمة العفو الدولية تستنكر استخدام القوات الأميركية القنابل العنقودية في القتال.
- الجمعة 4 أفريل 2003، اليوم السادس عشر

توني بلير رئيس الوزراء البريطاني يتعهد في خطاب مفتوح إلى العراقيين: «فور سقوط نظام صدام حسين سيبدأ العمل على بناء عراق جديد حر وموحد..
الرئيس صدام حسين يؤكد «صمود بغداد في وجه الغزاة» ويدعو العراقيين لقتالهم حتى «يتراجعوا مهزومين».
خمسة من كبار المراجع الشيعية في النجف، وهم علي السيستاني ومحمد سعيد الحكيم ومحمد بشير النجفي ومحمد اسحق الفياض والسيد حسين السيد إسماعيل الصدر، يفتون بوجوب «دفاع» العراقيين عن وطنهم ضد قوات التحالف.
الكونغرس الأميركي يصوت على زيادة حوالي 80 مليار دولار على الموازنة لتمويل الحرب.
مجلس النواب الأميركي يقر قانونا يستبعد فرنسا وألمانيا وروسيا وسورية من عقود إعادة إعمار العراق.
إعفاء قائد لمشاة البحرية الأميركية (جو داودي) كان يقود قوات تتقدم في جنوب العراق باتجاه بغداد، من مهامه.
- السبت 5 افريل 2003، اليوم السابع عشر

الرئيس العراقي صدام حسين يدعو العراقيين إلى المقاومة لتخفيف الضغط على بغداد.
أنباء متضاربة عن مصير مطار صدام الدولي.
الأمير حسن بن طلال يعرض خدماته للقيام بدور «منسق في إعادة اعمار العراق سياسيا».
الفرقة 101 أل أميركية المجوقلة تبدأ هجوما للاستيلاء على كربلاء وتخوض حرب شوارع عنيفة في وسط المدينة.
القوات البريطانية تشن حملات توغل في البصرة دون أن تصل مع ذلك إلى وسط المدينة وتعرض على المقاومين المساعدة للاستسلام.
تركيا تقرر طرد ثلاثة دبلوماسيين عراقيين لقيامهم بـ«أعمال لا تتوافق مع مهامهم».
- الأحد 6 أبريل 2003، اليوم الثامن عشر

القوات الأميركية تعلن عن اسر مسلحين مصريين وسودانيين في عملية على موقع في سلمان باك (جنوب بغداد) وصفته القيادة الوسطى الأميركية بأنه «معسكر تدريب للإرهابيين»..
القوات البريطانية تشن هجوما ثانيا على مركز مدينة البصرة حيث تحركت من الجنوب لتبلغ حافة المدينة في أعقاب هجوم شنته من الغرب في وقت سابق من اليوم.
القيادة الوسطى تعلن عن العثور على جثة المرافق الشخصي لعلي حسن المجيد ابن عم الرئيس صدام حسين وقائد الجبهة الجنوبية بعد غارة على المنزل الذي كان يقيم فيه بالبصرة لكن لا معلومات عن مصير المجيد نفسه.
بغداد تعلن أنها أطلقت خمسة صواريخ على قوات أميركية على مشارف بغداد مقرة بذلك بان القوات المهاجمة وصلت إلى أعتاب العاصمة.
مسؤول كردي يعلن مقتل 18 مقاتلا كرديا وجرح 45 آخرين في غارة جوية أميركية خاطئة «نيران صديقة» على موكب كردي ـ أميركي عند خطوط التماس مع القوات العراقية في الشمال، وتضارب حول مقتل عسكريين أميركيين في الحادث. وبين الجرحى شقيق للزعيم الكردي مسعود بارزاني وأحد أنجاله.
أكدت القيادة الوسطى الأميركية مقتل ستة جنود أميركيين في تحطم مروحيتهم من نوع «بلاك هوك» التي أسقطت الأربعاء الماضي في وسط العراق.
العراق يعلن أن قواته قتلت في هجمات صاروخية السبت 50 جنديا أميركيا قرب مطار صدام الدولي.
- الاثنين 7 أفريل 2003، اليوم التاسع عشر

عربات عسكرية أميركية تدخل القصر الجمهوري في بغداد، حيث دارت معارك ضارية. ومحمد سعيد الصحاف وزير الإعلام العراقي ينفي سقوط القصر.
القوات البريطانية تعلن انتهاء المعركة للسيطرة على البصرة، وآلاف الجنود والآليات تدخل المدينة من دون مقاومة. وضابط بريطاني يؤكد العثور على جثمان علي حسن المجيد.
مسؤول في المعارضة العراقية يقول أن الزعيم المعارض العراقي احمد الجلبي وصل إلى بلدة الناصرية في جنوب العراق على رأس 700 مقاتل انضموا إلى الحملة العسكرية الأميركية.
- الثلاثاء 8 أفريل 2003، اليوم العشرون

جون كيغن المؤرخ البريطاني يقول أن الخطة الدفاعية التي وضعها الرئيس صدام حسين لمواجهة القوات الأميركية ـ البريطانية، كانت إحدى أسوأ الخطط التي وضعت في التاريخ.
القوات الأميركية تحكم الطوق حول بغداد وتخوض عمليات اقتحام متفرقة وتصل بدباباتها إلى مركز المدينة بعد احتلال مواقع رئيسية فيها.
محمد سعيد الصحاف وزير الإعلام العراقي يؤكد أن العراق لن يستسلم لقوات التحالف وانه على هذه القوات أن تستسلم.
جيمس ولفنسون رئيس البنك الدولي يقول أن على النظام السياسي الدولي أن «يستعيد صوابه».
- الأربعاء 9 أفريل 2003، اليوم الحادي والعشرون

القوات الأميركية تدخل أنحاء مختلفة من بغداد، والمبتهجون بسقوط النظام يساعدون في الإطاحة برموز السلطة.
توني بلير رئيس الوزراء البريطاني يقول انه «من الصعب للغاية في الوقت الحاضر معرفة ما تبقى من نظام صدام حسين».
القيادة الوسطى الأميركية تقول أن الحشود «المبتهجة في بغداد تعلم أن النظام انتهى ولن يعود أبدا بالشكل نفسه».
المخابرات الروسية تنفي تهريب ملفات سرية من العراق.
إسرائيل تعرب عن أملها في أن «يستخلص (الفلسطينيون) العبر المناسبة» من سقوط نظام صدام حسين في العراق. وجون بولتون نائب وزير الخارجية الأميركي يقول أن على سورية أن تستخلص العبرة من العراق.
هانز بليكس كبير مفتشي الأمم المتحدة يقول « الولايات المتحدة شنت الحرب عندما بدأ العراق التعاون مع الأمم المتحدة، وان الحرب كان مخططا لها منذ زمن بعيد».
منظمة «الحملة من اجل نزع السلاح النووي» البريطانية تعلن أنها ستطلب من المحكمة الجنائية الدولية البت في إمكان توجيه تهمة ارتكاب جرائم ضد الإنسانية إلى رئيس الوزراء توني بلير ووزيري الخارجية جاك سترو والدفاع جيف هون.
- الخميس 10 أفريل 2003، اليوم الثاني والعشرون

بوش وبلير يوجهان رسالة مشتركة إلى الشعب العراقي تقول «أن العراق الجديد لن تحكمه بريطانيا ولا الولايات المتحدة بل الشعب العراقي. وان أموال النفط العراقي ستكون أموالكم وستستخدم في توفير الرخاء لكم ولأسركم».
اشتباكات ضارية قرب القصر الرئاسي في الاعظمية توحي بان رجال صدام حسين ما يزالون يشكلون تهديدا.
مدينة كركوك الاستراتيجية النفطية تسقط بدون معارك بأيدي القوات الكردية.
اغتيال عبد المجيد الخوئي الزعيم الديني (نجل أبو القاسم الخوئي أحد ابرز الزعماء الشيعة) الذي عاد أخيرا إلى النجف حيث تعرض لهجوم بالسكاكين.
- الجمعة 11 أفريل 2003، اليوم الثالث والعشرون

مدينة الموصل تسقط من دون قتال بعد استسلام الفيلق الخامس للجيش العراقي.
قوات « البشمركة » الكردية تنسحب من كركوك والموصل بناء على ضغوط تركية.
أعمال النهب تطال متحف بغداد الأثري، أهم متاحف العراق.
بول ولفوفيتز مساعد وزير الدفاع الأميركي يقول أن على فرنسا «أن تدفع ثمن» معارضتها التدخل العسكري الأميركي في العراق.
ريتشارد بيرل المستشار السابق للبنتاغون يقول أن الأمم المتحدة «ستنهار» بانهيار حكومة صدام حسين حتى وان كان من «الممكن أن لا تختفي الأمم المتحدة تماما».
- السبت 12 أفريل 2003، اليوم الرابع والعشرون

القوات الأميركية تبحث عن صدام في إنفاق بغداد السرية، وتؤكد أنها ستتفحص جميع الأماكن التي يرجح انه قتل فيها.
جيوب المقاومة في بغداد ما تزال ناشطة، رغم الإعلان عن القضاء على أحد معاقل المتطوعين العرب.
ريتشارد بيرل المستشار السابق لالبنتاغون يهدد سورية بالقول أنها ستصبح هدفا عسكريا محتملا لالولايات المتحدة إذا تبين أن لديها أسلحة دمار شامل عراقية.
اللواء عامر السعدي مستشار ديوان الرئاسة للشؤون العلمية يسلم نفسه للقوات الأميركية في بغداد.
الجيش الأميركي يعرض «مكافأة مناسبة» لإلقاء القبض على أي من المسؤولين العراقيين الـ 52 المطلوبين للاعتقال والمحاكمة.
المئات من أفراد الشرطة والمهنيين في بغداد يلبون نداء القوات الأميركية لتقديم خدماتهم للمساعدة في التغلب على الفوضى وأعمال النهب.
- الأحد 13 أفريل 2003، اليوم الخامس والعشرون

الجنرال تومي فرانكس يعلن: جميع المدن العراقية تحت سيطرة قوات التحالف.
تكريت، آخر رموز سلطة صدام حسين، تستسلم للقوات الأميركية التي دخلت مركز المدينة من دون مقاومة تقريبا.
القوات الأميركية تعثر على سبعة جنود أميركيين كانوا في عداد المفقودين في العراق.
عشرات العراقيين يتجمعون أمام فندق فلسطين (الذي تحول إلى مركز للقوات الأميركية) ويطلقون هتافات مناهضة للأميركيين، وهم يرفعون لافتة كتب عليها « بوش = صدام ».
ارييل شارون رئيس الحكومة الإسرائيلية يعبر عن ارتياحه «لزوال» التهديد العراقي، ويؤكد استمرار وجود «مشاكل» مع إيران وليبيا وسورية.
قوات التحالف تلقي القبض على وطبان التكريتي الأخ غير الشقيق لصدام حسين على الحدود مع سورية.
دونالد رامسفيلد وزير الدفاع الأميركي يجدد اتهام سورية بإيواء مسؤولين عراقيين كبار، ويقول «نأمل ألا تتحول سورية إلى جنة لمجرمي الحرب والإرهابيين».
- الاثنين 14 أفريل 2003، اليوم السادس والعشرون

سيطرة مشاة البحرية الأميركية على مدينة تكريت مسقط رأس صدام حسين والاستيلاء على وسط المدينة والقصر الرئاسي فيها. وقالت القوات الأميركية أنها واجهت مقاومة أقل مما كان متوقعا.
صرح وزير الخارجية الأميركي كولن باول بان الولايات المتحدة تفكر في فرض عقوبات «دبلوماسية أو اقتصادية أو غيرها» على سورية التي تشتبه واشنطن في أنها تطور أسلحة كيماوية وبسبب موقفها في النزاع العراقي. ودعت موسكو وباريس إلى «مزيد من ضبط النفس والاعتدال» بعد هذه التصريحات.
• سارت دوريات مؤلفة من سيارات للشرطة العراقية تواكبها آليات عسكرية أميركية في شوارع بغداد، وذلك للمرة الأولى منذ نحو أسبوع.
أكد الجيش الأميركي القبض على وطبان إبراهيم التكريتي الأخ غير الشقيق لصدام حسين في بلدة عراقية قرب الحدود مع سورية.
- الثلاثاء 15 أفريل 2003، اليوم السابع والعشرون

الرئيس جورج بوش: الانتصار على العراق أمر مؤكد، إلا انه لم يكتمل بعد.
الجيش الأميركي يؤكد أن آخر بئر نفط محترقة في العراق أطفأت.
جاك سترو وزير الخارجية البريطاني يقول «على دمشق أن تعترف بخطورة الموقف الذي تواجهه، رغم عدم وجود خطط لتدخل عسكري ضدها».
ارييل شارون يطالب الولايات المتحدة بأن «تمارس ضغوطا دبلوماسية واقتصادية شديدة للغاية على سورية، من دون خوض حرب بالضرورة».
البيت الأبيض: لدينا الدليل على امتلاك سورية أسلحة كيماوية.
حصيلة جديدة أعدتها وزارة الدفاع الأميركية تقول أن 118 جنديا من الجيش الأميركي قتلوا منذ بداية الحرب على العراق.
- الأربعاء 16 أفريل 2003، اليوم الثامن والعشرون

•الجنرال تومي فرانكس قائد القيادة العسكرية الأميركية الوسطى يدخل بغداد.
كولن باول وزير الخارجية الأميركي يقول بأن الولايات المتحدة ما زالت تشعر بالقلق إزاء سورية وإيران ولكن ليس لديها خطط لمهاجمة دول أخرى في المنطقة.
القوات الأميركية في بغداد تؤكد اعتقال زعيم جبهة تحرير فلسطين محمد عباس (أبو العباس) الذي تبحث عنه الولايات المتحدة بتهمة تدبير عملية خطف السفينة الإيطالية اكيلي لاورو في .1985 وإيطاليا تطالب بتسليمه لها.
• وزارة الدفاع الأميركية ترفع عدد الجنود الأميركيين الذين قتلوا في العراق إلى 123 وتقول أن 495 آخرين أصيبوا بجراح في الحرب التي مضى عليها شهر.
البنتاغون يعرض مبلغ 200 ألف دولار لقاء معلومات تساعد في القبض على الرئيس العراقي المخلوع صدام حسين والمسؤولين البارزين في نظامه.
- 17 أفريل 2003

قوات التحالف تعلن القبض على برزان إبراهيم التكريتي، الاخ غير الشقيق للرئيس العراقي، والرئيس الاسبق لجهاز المخابرات والسفير السابق لدى المقر الأوروبي للامم المتحدة في جنيف.

## أحداث ما بعد انتهاء الغزو العسكري الأمريكي البريطاني
- 17 أبريل 2003

بعد أنباء عن مقتله، القيادة العسكرية الأميركية الوسطى في الدوحة تعلن عن اعتقال برزان التكريتي اخ صدام حسين غير الشقيق.
القيادة العسكرية الأميركية الوسطى تعلن أن قواتها قتلت عددا من المقاتلين العراقيين وأسرت 100 في عمليات جرت في شمال بغداد، رغم انتهاء الحرب.
- 18 أفريل 2003

الإعلان عن العثور على 51 طائرة عراقية مقاتلة مموهة وعلى كمية كبيرة من الاسلحة الخفيفة في مطار عسكري غرب العراق.
القيادة الأمريكية تعلن أنها تعتقل سمير عبد العزيز النجم عضو القيادة القطرية لحزب البعث العراقي ومسؤول تنظيماته والمدرج على لائحة المسؤولين الـ55 للنظام العراقي السابق المطلوبين، بعد أن اعتقلته قوات كردية وسلمته للقوات الأمريكية.
قناة أبو ظبي الإخبارية تبث شريطاً مصوراً للرئيس السابق صدام حسين بين المئات من مؤيديه يحدث جدلاً بين الخبراء.
- 19 أفريل 2003

القيادة الأميركية الوسطى تعلن أن نائب رئيس الوزراء ووزير المالية العراقي حكمت إبراهيم العزاوي وقع في أسرها بعد أن ألقت الشرطة العراقية القبض عليه وسلمته إلى قوات التحالف.
مشاة البحرية الأمريكية تنسحب من بغداد وتسلمها لقوات الجيش الأمريكي.
قال جنرال فرنسي متقاعد لقناة التلفزيون 5 الفرنسية أنه يوجد في العراق قرابة 150 جندي إسرائيلي في مهمة محددة وهي اغتيال 500 عالم عراقي.
- 20 أفريل 2003

العثور على جثتي جنديين بريطانيين مدفونتين بالعراق
إطلاق نار في بغداد يصيب أحد حراس الجلبي
القبض على وزير التعليم العالي العراقي - همام عبد الخالق عبد الغفور -
- 21 أفريل 2003

قالت القيادة المركزية الأميركية في السيلية بقطر الأحد إن قواتها في العراق ألقت القبض على وزير التعليم العالي والبحث العلمي العراقي همام عبد الخالق عبد الغفور
وصول الجنرال المتقاعد (جاي غارنر) إلى العراق كأول حاكم مدني لعراق ما بعد صدام حسين.
- 22 أفريل 2003

القوات الأمريكية تعتقل محمد حمزة الزبيدي عضو مجلس قيادة الثورة العراقية.
مقتل ثلاثة جنود أمريكيين في انفجار قنبلة في العراق
إصابة 4 جنود أمريكيين عندما سلمتهم طفلة عراقية قنبلة عنقودية غير منفجرة
- 23 أفريل 2003

استسلام طارق عزيز نائب رئيس الوزراء العراقي إلى القوات الأميركية
منظمة التحرير العراقية تعلن بدء عملياتها ضد المحتل منذ عشرة أيام
- 24 أفريل 2003

مسئولون أمريكيون يعترفون بالفشل في العثور على أسلحة دمار شامل في العراق
بوش: أسلحة الدمار الشامل دمرت قبل الحرب وقد لا يتم العثور عليها
سياسيون أمريكيون: قواتنا في مأزق ووحدة الصف العراقي صدمت واشنطن
اعتقال فاروق حجازي سفير العراق السابق والمسؤول الثالث في جهاز المخابرات العراقية، وأحد المسؤولين عن التخطيط لاغتيال بوش الأب.
- 25 أفريل 2003

• 40 شهيدا عراقيا في انفجار مستودع للأسلحة في بغداد وأمريكا المتهمة
• عراقيون غاضبون يطلقون النار على القوات الأمريكية بعد مقتل 40 مدنيا وإصابة كثيرين
- 26 أفريل 2003

مقتل جندي أمريكي وإصابة آخر وتدمير مدرعتين في هجوم للمقاومة العراقية بتكريت
إصابة 4 جنود أمريكان بجروح خطيرة في كمين ناجح نصبته المقاومة العراقية وسط بغداد
- 27 إبريل 2003

الاستخبارات الأمريكية تتهم واشنطن ولندن بتلفيق أدلة تبرر العدوان على العراق
- 28 أفريل 2003

مقتل خمسة عشر عراقيا وإصابة سبعين في الفلوجة
حالة غليان وتوعد بالثأر من الأميركيين تعم الفلوجة
وزير النفط العراقي السابق عامر محمد رشيد يسلم نفسه للقوات الأمريكية
- 29 أفريل 2003

صدام حسين في رسالة جديدة: بوش دخل بغداد بأكثر من علقمي ولم ينتصروا عليكم إلا بالخيانة.
ثلاثة قتلى عراقيين جدد بالفلوجة على يد الجنود الأمريكان.
- 5 ماي 2003

القوات الأمريكية تعلن عن اعتقال هدى عماش الملقبة بالسيدة «انتراكس».
- 11 ماي 2003

تقرير صادر عن الأمم المتحدة يشير إلى احتمال وصول أكثر من نصف الشعب العراقي إلى ما دون حافة الفقر والجوع بسبب الاحتلال وتردي الأوضاع الاقتصادية.
- 19 ماي 2003

وزير خارجية بريطانيا جاك سترو يعترف بعدم وجود أي دليل مادي لأسلحة دمار شاملة في العراق.
- 22 ماي 2003

يصوت مجلس الأمن الدولي على مشروع القرار الخاص برفع العقوبات عن العراق.
- 27 ماي 2003

مقتل جنديين أمريكيين وجرح 9 في هجوم على نقطة تفتيش أمريكية في مدينة الفلوجة.
- 1 جوان 2003

انفجار كبير في مسجد كبير في بغداد يؤدي إلى مقتل 5 عراقيين وجرح 4 آخرين.
الرئيس الأمريكي بوش يعلن عن انتهاء الأعمال العسكرية (الأنجوأمريكية) في العراق.
- 12 جوان 2003

القوات الأمريكية تقوم بأكبر عملية عسكرية في العراق منذ بدء الاحتلال، تعتقل 400 عراقي للاشتباه بكونهم من المقاومة.
- 13 جوان 2003

مقتل 100 عراقي في أسوء هجومين دمويين أمريكيين في العراق منذ بدء الاحتلال.
- 18 جوان 2003

أعلن الناطق الرسمي باسم القوات الأمريكية المحتلة في العراق بتاريخ هذا اليوم الأربعاء، أن القوات الأمريكية اعتقلت السكرتير الشخصي للرئيس العراقي السابق، والمعروف في العراق باسم (عبد حمود) إلا أنه لم يذكر تفاصيل أخرى كمكان الاعتقال وتاريخه، والطريقة التي ألقي القبض بها على «عبد الحميد محمود التكريتي».
- 24 جوان 2003

مقتل 6 جنود بريطانيين وجرح 8 آخرين في هجومين شرق العراق.
- 17 جوان 2003

شريط تسجيل صوتي لصدام حسين يحث فيه على المقاومة (متزامناً مع ذكرى ثورة البعث عام 1968).
- 22 جوان 2003

مقتل نجلي صدام حسين، قصي صدام حسين وعدي صدام حسين في هجوم للجيش الأميركي على منزل في الموصل اثر معلومات من مخبر عراقي، وقتل في الهجوم أيضا أحد أبناء قصي.
- 24 جوان 2003

مقتل ثلاث جنود أمريكيين في كمين قرب مدينة الموصل.
- 29 جوان 2003

تسجيل صوتي جديد لصدام حسين يعلن فيه مقتل ابنيه عدي وقصي، ويحث فيه الشعب العراقي على مقاومة الاحتلال.
- 31 جوان 2003

وصلت ابنتا صدام حسين رنا صدام حسين ورغد صدام حسين برفقة أولادهما التسعة إلى الأردن
- 7 أوت 2003

انفجار سيارة مفخخة قرب السفارة الأردنية في بغداد، ما أدى إلى مقتل نحو 11 شخصاً على الأقل.
- 15 أوت 2003

تفجير خط الأنابيب الرئيسي لتوريد النفط العراقي إلى تركيا.. ما أدى إلى اندلاع حريق كبير، ووقف التصدير النفطي عبر الأنبوب.
- 19 أوت 2003

الجيش الأمريكي يلقى القبض على نائب رئيس الجمهورية العراقي السابق طه ياسين رمضان في الموصل.
تفجير سيارة مفخخة بالقرب من مقر الأمم المتحدة في بغداد، ما أدى إلى مقتل 20 شخصاً من بينهم المبعوث الدولي الخاص.
- 21 أوت 2003

القيادة المركزية لقوات الاحتلال تعلن عن اعتقال علي حسن المجيد المدعو «علي الكيماوي» المسؤول عن العديد من الجرائم ضد العراقيين من بينها مذبحة قرية «حلبجة» الكردية.
- 29 أوت 2003

اغتيال المرجع الشيعي محمد باقر الحكيم عبر تفجير سيارة مفخخة في مدينة النجف الشيعية، كما قتل أكثر من 100 شخص خلال الانفجار.
- 1 سبتمبر 2003
- تسجيل صوتي جديد للرئيس العراقي السابق صدام حسين يعلن عدم مسؤوليته عن تفجير السيارة المفخخة التي أودت بحياة محمد باقر الحكيم في النجف.
- 5 سمتمبر 2003

القاء القبض على عزة إبراهيم الدوري، نائب رئيس مجلس قيادة الثورة، في عيادة طبية بتكريت،
- 10 سبتمبر 2003

الهجوم عبر سيارة مفخخة على قاعدة للمخابرات الأمريكية في مدينة أربيل الكردية شمال العراق ما أدى لمقتل 3 وإصابة 41 بجراح.
- 17 سبتمبر 2003

رسالة صوتية من الرئيس العراقي السابق يحث فيها على المقاومة..
- 19 سبتمبر 2003

استسلام وزير الدفاع العراقي السابق سلطان هاشم أحمد للقوات الأمريكية بعد مفاوضات عبر وسيط كردي.
- 25 سبتمبر 2003

اغتيال عضو مجلس الحكم العراقي المؤقت عقيلة الهاشمي.
- 14 أكتوبر 2003

هجوم بسيارة مفخخة على فندق ببغداد، يقتل 8 أشخاص ويجرح 32.
- 26 أكتوبر 2003

محاولة اغتيال نائب وزير الدفاع الأمريكي بول وولفويتز عبر إطلاق صواريخ على فندق الرشيد ببغداد حيث كان يقيم خلال زيارته للعراق.
- 27 أكتوبر 2003

مقتل 35 شخصاً عبر تفجير سيارات مفخخة قرب مقر الصليب الأحمر وأقسام للشرطة في بغداد.
- 2 نوفمبر 2003

جندي أمريكي في عملية إسقاط مروحية نقل من نوع «شينوك» بصواريخ أرض جو أطلقتها عناصر في المقاومة العراقية.
- 7 نوفمبر 2003

مقتل 7 جنود أمريكيين خلال تحطم مروحيتين من نوع بلاك هوك، قامت المقاومة العراقية بإصابة إحداهما عبر صاروخ أرض جو.
- 12 نوفمبر 2003

هجوم عبر سيارة مفخخة قرب قاعدة تابعة للشرطة العسكرية الإيطالية تقتل نحو 14 ضابطاً إيطالياً وثمانية من العراقيين.
- 27 نوفمبر 2003

يقوم الرئيس الأمريكي جورج بوش بزيارة مفاجئة للعراق استمرت عدة ساعات وسط تعتيم إعلامي خوفاً من المقاومة العراقية.
- 29 نوفمبر 2003

المقاومة العراقية تقتل 7 ضباط في المخابرات الإسبانية بالإضافة لدبلوماسيين اثنين من اليابان كما تقتل جنديين أمريكيين وعامل كولومبي.
- 30 نوفمبر 2003

القوات الأمريكية تقتل 46 عراقياً وتأسر 8 في 3 كمائن بالقرب من مدينة سامراء.
- 9 ديسمبر 2003

إصابة 41 جندي أمريكي و 6 عراقيين في تفجير سيارة مفخخة قرب ثكنة عسكرية في الموصل.
- 13 ديسمبر 2003

600 جندي تابع للقوات الأمريكية يهاجمون مزرعة صغيرة في قرية الدور بمدينة تكريت ويعتقلون الرئيس العراقي السابق صدام حسين بعد ورود معلومات من أحد أقاربه بوجوده في ذلك المكان. وتسمى عملية الفجر الأحمر.